# Мангал
Мангалът е разлат метален или керамичен съд, обикновено на крачка̀, използван за разгаряне в него на дървени въглища или друго твърдо гориво, за отопляване на помещение (в миналото) или за готвене. Обикновено мангалът има дръжки, за да може огънят да се пренася.
Думата е с арамейско-юдео-арабски произход и навлиза в българския език през турски.

## Употреба в разговорната реч и жаргона
В някои диалекти мангалът се обозначава като манга, в женски род.
Същата дума в мъжки род в разговорната реч е жаргонно обозначение за циганин, а съществува и вече остаряло значение, което носи смисъла „непрокопсаник“, „хаймана“. Пример за употребата ѝ е стих на Орлин Орлинов:

Там, в скалите, под дървото кичесто
вашите изчадия плених,
Непрокопсаници! Манги! Хаймани!
Врагове на негово величество! 

## Интерпретации
Основанието за етимологията вероятно е в това, че при ползването на мангала се отделя черен дим и той почернява от саждите. Производната дума „манго“ е с по-неутрално, макар и пак иронично звучене. Може да се срещне в творбата на Любен Каравелов, „Българи от старо време“: „Хайде, Манго, да пасеме овцете!“ „Студено е, овчарко!“ „Хайде, Манго, да ядеме.“ „Да ядеме зер, нали сме дружина, да се слушаме!“ 
Мангал не винаги е имала силно пейоративната натовареност, която има днес. Българският журналист Петър Карчев например я използва като неутрален синоним на циганин за обяснение на термина гюпти.

### Скандал с българската армия в Ирак
Думата „мангал“ е в основата на видео скандал с българската армия в Ирак през 2007 г. Докато раздава минерална вода за пиене на струпалите се наоколо иракски деца, български войник използва думите „мангали“ и „циганин“. Сцената е заснета на видео и отразена в българските електронни медии. Ивайло Калфин първо изказва възмущението си. Следва защита на българските войници от Петър Волгин по телевизионен канал 7 дни, който заявява, че в това нямало нищо скандално, думата „мангал“ се използвала. Ивайло Калфин значително смекчава тона си в следващи изказвания по повод инцидента.

### Скандал с Националната стратегията за интеграция на ромите
През юли 2012 г. на официалния сайт на президента на България електронният файл, съдържащ Националната стратегията за интеграция на ромите е качен под името NationalStrategyIntegrateMangali. Малко по-късно файлът е преименуван на NationalStrategyIntegrateRoms. От пресцентъра на президента публикуват изявление по темата: „Недопустим и изключително неприятен е начинът, по който е публикувана Стратегията за интеграция на ромите на сайта на администрацията на президента. Веднага след подадения сигнал, за което изказваме благодарност, е направена промяна в наименованието на файла. Разпоредена е проверка за причините, довели до некоректната подмяна на името на документа, и ще бъдат наложени наказания на виновните лица“.